# Hector de Saint-Denys Garneau
Hector de Saint-Denys Garneau (* 13. Juni 1912 in Montreal; † 24. Oktober 1943 in Sainte-Catherine-de-la-Jacques-Cartier, Québec) war ein kanadischer Dichter und Essayist.

## Leben
Der Urenkel des Historikers François-Xavier Garneau, Enkel des Dichters Alfred Garneau und Cousin der Dichterin und Novellistin Anne Hébert wuchs auf dem Landsitz seiner Familie in Ste-Catherine-de-Fossambault auf. 1923 kam er mit seinen Eltern nach Montreal, wo er verschiedene Jesuitenkollegs besuchte und Malkurse am Collège des beaux-arts belegte.
Garneaus lyrische Begabung wurde frühzeitig erkannt, und er erhielt bereits Ende der 1920er Jahre mehrere Literaturpreise, u. a. 1928 von der Association des auteurs canadiens. Er veröffentlichte Artikel in verschiedenen Zeitschriften und gründete mit Paul Beaulieu, Robert Charbonneau und Robert Élie das Journal La relève.
1934 zwang ihn eine rheumatisch bedingte Herzerkrankung, seine Studien abzubrechen, und in den folgenden drei Jahren beschränkte er sich darauf, Gedichte, Kritiken und Essays in der La relève und anderen Zeitschriften zu veröffentlichen. 1937 veröffentlichte er eine Sammlung seiner Gedichte in dem Band Regards et jeux dans l'espace.
Enttäuscht vom geringen Erfolg seines Gedichtbandes zog sich Garneau in sein Elternhaus in Ste-Catherine-de-Fossambault zurück, wo er 1943 einem Herzinfarkt erlag. Nach seinem Tode wurden seine Gedichte mehrfach vertont, unter anderem von Jean Vallerand, Serge Garant, Denys Bouliane, Bruce Mather und Jean Papineau-Couture.
An der McGill University in Montréal läuft von 2017 bis 2022 ein Forschungsprojekt Éditer et interpréter les lettres de Saint-Denys Garneau durch Michel Biron.

## Deutschsprachige Ausgabe
- Übers. Hans Thill: Tanzende sehen; Zweifarbige Landschaft im Hintergrund der Himmel; und zwei weitere Gedichte ohne Titel. In: Lothar Baier u. a. Hgg.: Anders schreibendes Amerika. Literatur aus Quebec. Das Wunderhorn, Heidelberg 2000, S. 200–210 (Auszüge aus: Regards et jeux dans l’espace. Bibliothèque québecoise, 1993, zuerst 1937)